# Lac Misène
Le lac Misène (Lago Miseno en italien) est un lac italien situé sur le territoire de la commune de Bacoli, dans la ville métropolitaine de Naples, en Campanie.

## Description
Il est situé entre Monte di Procida et le cap Misène. C'est un ancien cratère volcanique, alors envahi par l'eau de mer. Il a une extension de plus de 40 hectares et un périmètre d'environ 2 800 mètres, tandis que la profondeur moyenne est de 2,25 mètres et la profondeur maximale est de 4 mètres. Il est séparé de la mer Tyrrhénienne par une barrière sableuse d'environ 200 mètres de large, mais y est relié par deux bouches : la première située près de la ville de Miliscola et la seconde située près de la baie de Miseno. 
Le lac doit son nom à la Misène antique (Misenum), trompettiste de l'armée troyenne qui suivait Énée (de l'Énéide de Virgile - livre VI) qui se noie parmi les vagues impétueuses juste dans les eaux marines devant le lac. Énée, ayant retrouvé le corps, l'enterre sous un grand monticule de terre pour lui offrir un digne enterrement, le promontoire du cap Misène, en mémoire éternelle de son héroïque compagnon.
À l'époque romaine, le lac, avec le port de Misenum, était composé de deux bassins naturels : la partie lac servait de bassin pour l'armement et la réparation des navires, tandis que la rade constituait le port réel.

### Zone protégée
Le lac Misène, intégré au parc régional des Champs Phlégréens, constitue un écosystème d'un grand intérêt environnemental.